# NGC 2190
NGC 2190 је расејано звездано јато у сазвежђу Трпеза које се налази на NGC листи објеката дубоког неба.
Деклинација објекта је - 74° 43' 32" а ректасцензија 6h 1m 4,1s. Привидна величина (магнитуда) објекта NGC 2190 износи 12,9 а фотографска магнитуда 13,6. NGC 2190 је још познат и под ознакама ESO 33-SC36.